# Capitani della nazionale di calcio dell'Italia
I capitani della Nazionale di calcio dell'Italia sono tutti quei calciatori che hanno indossato dal 1º minuto di un incontro ufficiale la fascia di capitano della nazionale italiana, sia in maniera stabile per un determinato periodo, essendogli riconosciuto in veste ufficiale questo ruolo, sia occasionalmente per uno o più incontri.

## Elenco cronologico

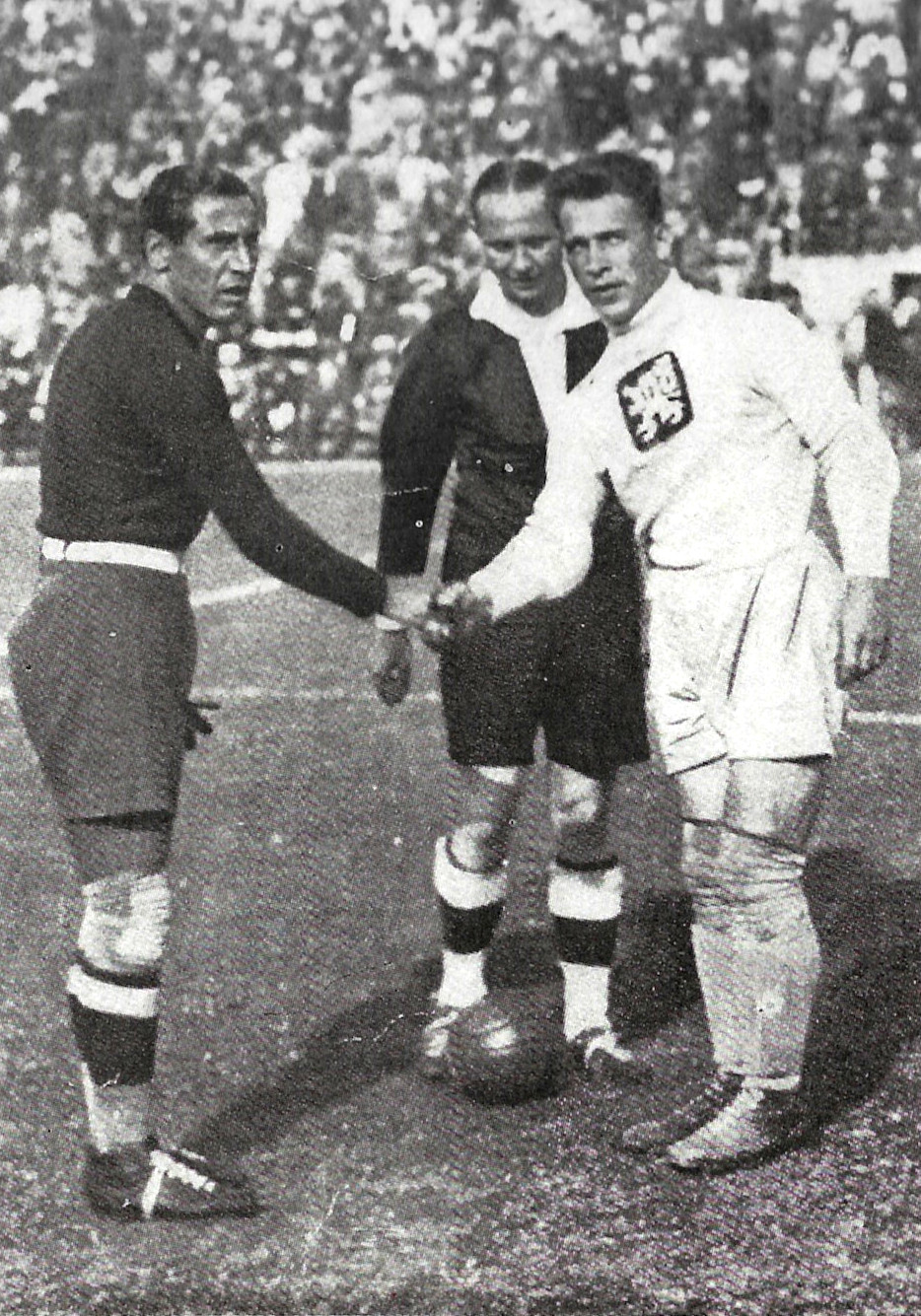
Gianpiero Combi (a sinistra), primo capitano a vincere un trofeo, mentre saluta il cecoslovacco František Plánička prima della finale della Coppa Rimet 1934 a Roma, con gli Azzurri che conquisteranno il campionato mondiale.

Giacinto Facchetti è stato il calciatore con il periodo più lungo da capitano designato (11 anni). In foto, con la fascia da capitano, durante l'amichevole tra e del 22 novembre 1969.

La seguente lista riporta la cronologia dei calciatori che sono stati designati come capitani e hanno indossato stabilmente, per un determinato periodo di tempo, la fascia di capitano della nazionale di calcio dell'Italia.
| Periodo   | Calciatore           | Ruolo          |
| 1910      | Francesco Calì       | Difensore      |
| 1911-1914 | Giuseppe Milano      | Centrocampista |
| 1914-1915 | Virgilio Fossati     | Centrocampista |
| 1920-1925 | Renzo De Vecchi      | Difensore      |
| 1925-1927 | Luigi Cevenini       | Centrocampista |
| 1927-1930 | Adolfo Baloncieri    | Centrocampista |
| 1931-1934 | Umberto Caligaris    | Difensore      |
| 1934      | Gianpiero Combi      | Portiere       |
| 1935-1936 | Luigi Allemandi      | Centrocampista |
| 1937-1939 | Giuseppe Meazza      | Attaccante     |
| 1940-1947 | Silvio Piola         | Attaccante     |
| 1947-1949 | Valentino Mazzola    | Attaccante     |
| 1949-1950 | Riccardo Carapellese | Attaccante     |
| 1951-1952 | Carlo Annovazzi      | Centrocampista |
| 1952-1960 | Giampiero Boniperti  | Attaccante     |
| 1961-1962 | Lorenzo Buffon       | Portiere       |
| 1962-1963 | Cesare Maldini       | Difensore      |
| 1963-1966 | Sandro Salvadore     | Difensore      |
| 1966-1977 | Giacinto Facchetti   | Difensore      |
| 1977-1983 | Dino Zoff            | Portiere       |
| 1983-1985 | Marco Tardelli       | Centrocampista |
| 1985-1986 | Gaetano Scirea       | Difensore      |
| 1986-1987 | Antonio Cabrini      | Difensore      |
| 1988-1991 | Giuseppe Bergomi     | Difensore      |
| 1991-1994 | Franco Baresi        | Difensore      |
| 1994-2002 | Paolo Maldini        | Difensore      |
| 2002-2010 | Fabio Cannavaro      | Difensore      |
| 2011-2018 | Gianluigi Buffon     | Portiere       |
| 2018-2022 | Giorgio Chiellini    | Difensore      |
| 2022-2023 | Leonardo Bonucci     | Difensore      |
| 2023      | Ciro Immobile        | Attaccante     |
| 2024-     | Gianluigi Donnarumma | Portiere       |

## Statistiche

### Presenze da capitano

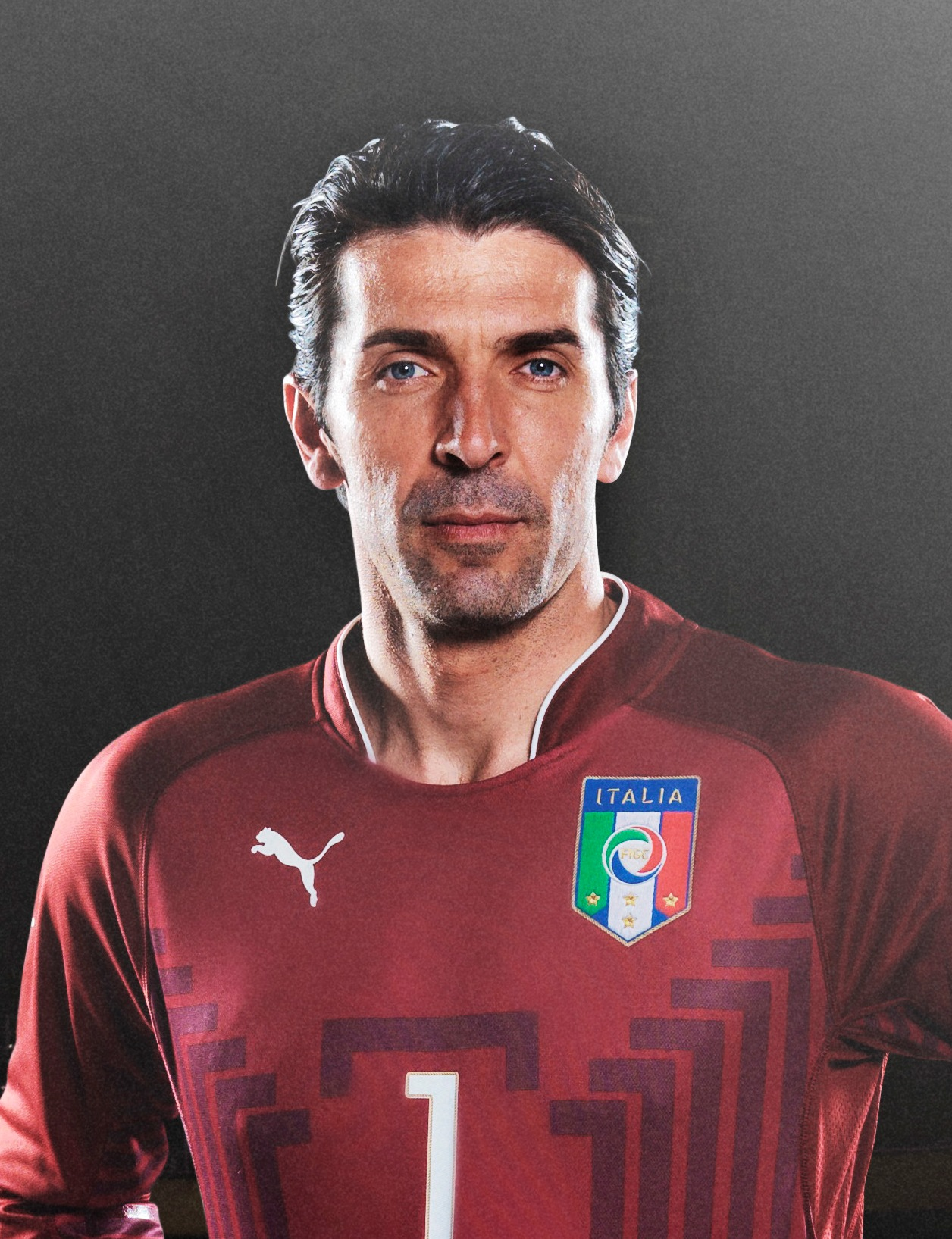
Gianluigi Buffon, in nazionale dal 1997 al 2018, oltre ad essere il detentore del record di presenze assoluto con la maglia azzurra (176), ha anche il record di presenze da capitano (80).

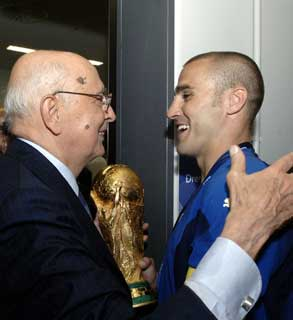
Fabio Cannavaro, secondo per numero di presenze da capitano, assieme al presidente della Repubblica Giorgio Napolitano e il Trofeo Coppa del Mondo FIFA, vinto da capitano al.

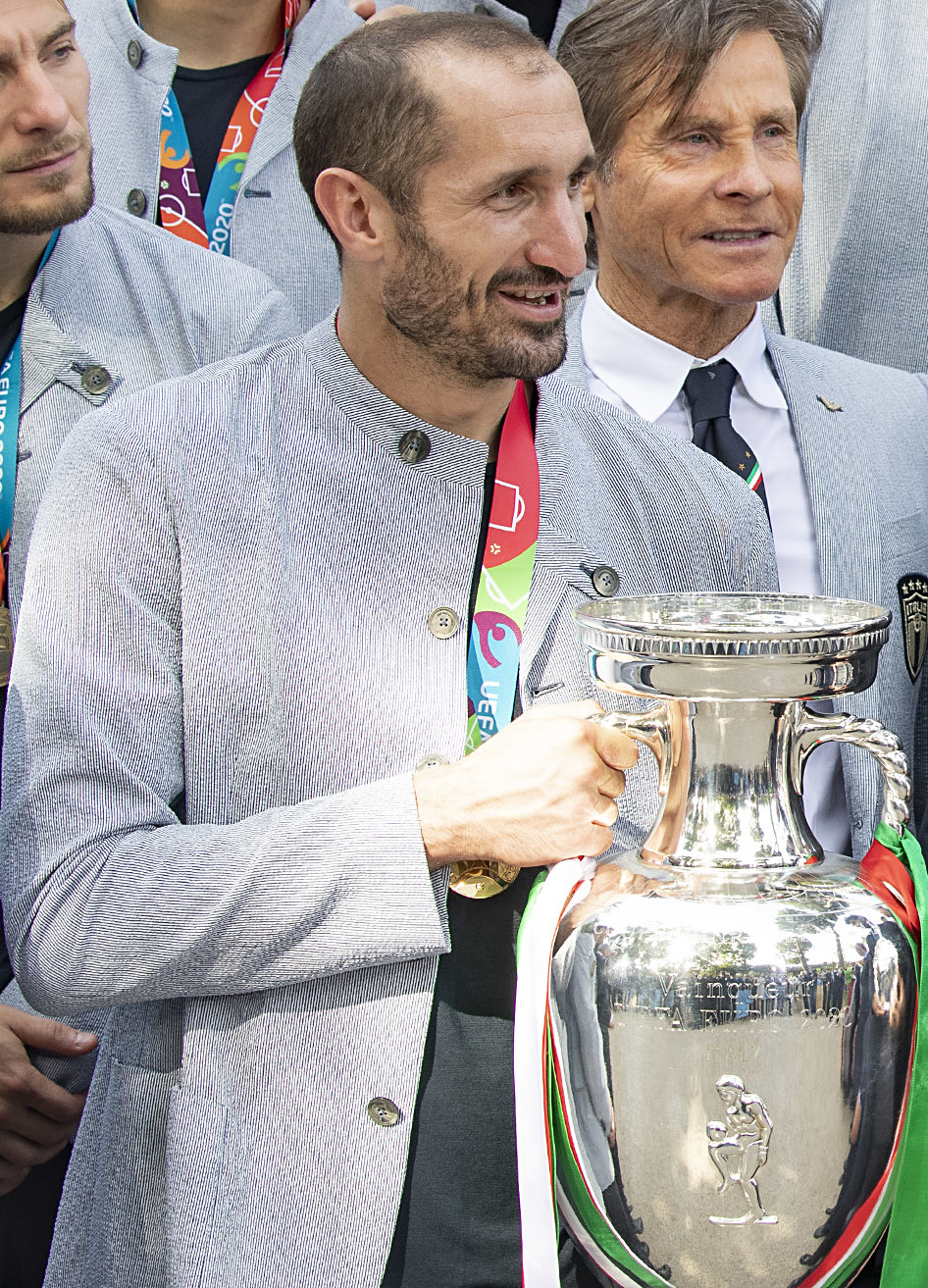
Giorgio Chiellini con in mano la Coppa Henri Delaunay, vinta da capitano al.

Nella seguente lista sono raccolti i calciatori che hanno disputato almeno un incontro da capitano della nazionale italiana, indossando la fascia dal 1º minuto della partita. Gianluigi Buffon è il calciatore che ha indossato la fascia per più volte: 80.
Gli unici ad essere stati capitani in tutte le partite che hanno giocato nella nazionale azzurra sono stati Giuseppe Milano (11 presenze), Francesco Calì (2 presenze) e Giulio Cappelli (2 presenze).
Valentino Mazzola con Sandro Mazzola e Cesare Maldini con Paolo Maldini sono gli unici casi di padre e figlio che hanno indossato in periodi diversi la fascia di capitano della nazionale italiana. I portieri Lorenzo Buffon e Gianluigi Buffon sono invece lontani parenti, mentre Attilio Ferraris e Pietro Ferraris, nonostante lo stesso cognome, non sono parenti.
In grassetto sono evidenziati i calciatori ancora in attività, mentre in giallo sono contraddistinti i calciatori che sono stati capitani designati e stabili della nazionale italiana.
Dati aggiornati al 9 giugno 2025, dopo l'incontro Italia-Moldavia.
| P. | Calciatore            | Cap. | Pr. | Anni in nazionale | Anni da capitano | Fonte |
| -- | --------------------- | ---- | --- | ----------------- | ---------------- | ----- |
| 1  | Gianluigi Buffon      | 80   | 176 | 1997-2018         | 2004-2018        |       |
| 2  | Fabio Cannavaro       | 79   | 136 | 1997-2010         | 2001-2010        |       |
| 3  | Paolo Maldini         | 74   | 126 | 1988-2002         | 1993-2002        |       |
| 4  | Giacinto Facchetti    | 70   | 94  | 1963-1977         | 1966-1977        |       |
| 5  | Dino Zoff             | 59   | 112 | 1968-1983         | 1974-1983        |       |
| 6  | Giuseppe Bergomi      | 33   | 81  | 1982-1998         | 1988-1991        |       |
| 7  | Franco Baresi         | 31   | 81  | 1982-1994         | 1990-1994        |       |
| 8  | Adolfo Baloncieri     | 27   | 47  | 1920-1930         | 1924-1930        |       |
| 9  | Leonardo Bonucci      | 26   | 121 | 2010-2023         | 2014-2023        |       |
| 9  | Renzo De Vecchi       | 26   | 43  | 1910-1925         | 1920-1925        |       |
| 11 | Gianluigi Donnarumma  | 25   | 74  | 2016-             | 2021-            |       |
| 12 | Giampiero Boniperti   | 24   | 38  | 1947-1960         | 1952-1960        |       |
| 13 | Giorgio Chiellini     | 22   | 117 | 2004-2022         | 2012-2022        |       |
| 14 | Giuseppe Meazza       | 17   | 53  | 1930-1939         | 1937-1939        |       |
| 14 | Sandro Salvadore      | 17   | 36  | 1960-1970         | 1963-1966        |       |
| 16 | Umberto Caligaris     | 16   | 59  | 1922-1934         | 1926-1934        |       |
| 17 | Giuseppe Milano       | 11   | 11  | 1911-1914         | 1911-1914        |       |
| 18 | Gaetano Scirea        | 10   | 78  | 1975-1986         | 1984-1986        |       |
| 19 | Luigi Allemandi       | 9    | 24  | 1925-1936         | 1934-1936        |       |
| 19 | Antonio Cabrini       | 9    | 73  | 1978-1987         | 1983-1987        |       |
| 19 | Silvio Piola          | 9    | 34  | 1935-1952         | 1940-1952        |       |
| 19 | Andrea Pirlo          | 9    | 116 | 2002-2015         | 2010-2015        |       |
| 19 | Marco Tardelli        | 9    | 81  | 1976-1986         | 1983-1985        |       |
| 24 | Alessandro Altobelli  | 8    | 61  | 1980-1988         | 1986-1987        |       |
| 24 | Virginio Rosetta      | 8    | 52  | 1920-1934         | 1929-1934        |       |
| 26 | Riccardo Carapellese  | 7    | 16  | 1947-1956         | 1949-1950        |       |
| 26 | Luigi Cevenini        | 7    | 29  | 1915-1929         | 1925-1929        |       |
| 26 | Alessandro Del Piero  | 7    | 91  | 1995-2008         | 2004-2008        |       |
| 29 | Demetrio Albertini    | 6    | 79  | 1991-2002         | 1996-2000        |       |
| 29 | Carlo Annovazzi       | 6    | 17  | 1947-1952         | 1951-1952        |       |
| 29 | Lorenzo Buffon        | 6    | 15  | 1958-1962         | 1961-1962        |       |
| 29 | Sergio Cervato        | 6    | 28  | 1951-1960         | 1955-1959        |       |
| 29 | Daniele De Rossi      | 6    | 117 | 2004-2017         | 2007-2017        |       |
| 29 | Virgilio Fossati      | 6    | 12  | 1910-1915         | 1912-1915        |       |
| 29 | Cesare Maldini        | 6    | 14  | 1960-1963         | 1962-1963        |       |
| 36 | Gianpiero Combi       | 5    | 47  | 1924-1934         | 1931-1934        |       |
| 36 | Alessandro Mazzola    | 5    | 70  | 1963-1974         | 1972             |       |
| 36 | Valentino Mazzola     | 5    | 12  | 1942-1949         | 1947-1949        |       |
| 36 | Egisto Pandolfini     | 5    | 21  | 1950-1957         | 1952-1955        |       |
| 40 | Giancarlo Antognoni   | 4    | 73  | 1974-1983         | 1977-1981        |       |
| 40 | Ciro Immobile         | 4    | 57  | 2014-2023         | 2018-2023        |       |
| 40 | Gianni Rivera         | 4    | 60  | 1962-1974         | 1964-1965        |       |
| 43 | Alessandro Costacurta | 3    | 59  | 1991-1998         | 1995-1997        |       |
| 43 | Attilio Ferraris      | 3    | 28  | 1926-1935         | 1934-1935        |       |
| 43 | Alessandro Florenzi   | 3    | 49  | 2012-2022         | 2020-2022        |       |
| 43 | Alessandro Nesta      | 3    | 78  | 1996-2006         | 2004             |       |
| 43 | Gianluca Vialli       | 3    | 59  | 1985-1992         | 1989-1992        |       |
| 48 | Nicolò Barella        | 2    | 61  | 2018-             | 2024             |       |
| 48 | Romeo Benetti         | 2    | 55  | 1971-1980         | 1978-1979        |       |
| 48 | Giacomo Bulgarelli    | 2    | 29  | 1962-1967         | 1966             |       |
| 48 | Francesco Calì        | 2    | 2   | 1910              | 1910             |       |
| 48 | Giulio Cappelli       | 2    | 2   | 1936-1936         | 1936             |       |
| 48 | Fulvio Collovati      | 2    | 50  | 1979-1986         | 1985             |       |
| 48 | Giovanni Ferrari      | 2    | 44  | 1930-1938         | 1938             |       |
| 48 | Pietro Ferraris       | 2    | 14  | 1935-1947         | 1947             |       |
| 48 | Alfredo Foni          | 2    | 23  | 1936-1942         | 1936             |       |
| 48 | Gennaro Gattuso       | 2    | 73  | 2000-2010         | 2009             |       |
| 48 | Alberto Gilardino     | 2    | 57  | 2004-2013         | 2011-2013        |       |
| 48 | Jorginho              | 2    | 57  | 2016-2024         | 2021-2024        |       |
| 48 | Ardico Magnini        | 2    | 20  | 1953-1957         | 1956-1957        |       |
| 48 | Marco Materazzi       | 2    | 41  | 2001-2008         | 2004-2005        |       |
| 48 | Riccardo Montolivo    | 2    | 66  | 2007-2017         | 2013-2014        |       |
| 48 | Miguel Montuori       | 2    | 12  | 1956-1960         | 1959-1960        |       |
| 48 | Maino Neri            | 2    | 8   | 1948-1954         | 1948             |       |
| 48 | Gianluca Pagliuca     | 2    | 39  | 1990-1998         | 1994-1995        |       |
| 48 | Pietro Rava           | 2    | 30  | 1935-1946         | 1939-1942        |       |
| 48 | Armando Segato        | 2    | 20  | 1953-1959         | 1958-1959        |       |
| 48 | Marco Verratti        | 2    | 55  | 2012-2023         | 2019-2023        |       |
| 48 | Gianluca Zambrotta    | 2    | 98  | 1999-2010         | 2010             |       |
| 70 | Massimo Ambrosini     | 1    | 35  | 1999-2008         | 2006             |       |
| 70 | Roberto Baggio        | 1    | 56  | 1988-2004         | 1992             |       |
| 70 | Federico Bernardeschi | 1    | 39  | 2016-2022         | 2021             |       |
| 70 | Fulvio Bernardini     | 1    | 26  | 1925-1932         | 1932             |       |
| 70 | Sergio Brighenti      | 1    | 9   | 1959-1961         | 1961             |       |
| 70 | Tarcisio Burgnich     | 1    | 66  | 1963-1974         | 1973             |       |
| 70 | Piero Campelli        | 1    | 11  | 1912-1921         | 1920             |       |
| 70 | Antonio Cassano       | 1    | 39  | 2003-2014         | 2011             |       |
| 70 | Gino Colaussi         | 1    | 25  | 1935-1940         | 1939             |       |
| 70 | Giovanni Di Lorenzo   | 1    | 46  | 2019-             | 2024             |       |
| 70 | Antonio Di Natale     | 1    | 42  | 2002-2012         | 2009             |       |
| 70 | Stephan El Shaarawy   | 1    | 32  | 2012-2024         | 2020             |       |
| 70 | Ciro Ferrara          | 1    | 49  | 1987-2000         | 2000             |       |
| 70 | Claudio Gentile       | 1    | 71  | 1975-1984         | 1984             |       |
| 70 | Mario Gianni          | 1    | 6   | 1927-1933         | 1932             |       |
| 70 | Lorenzo Insigne       | 1    | 54  | 2012-2022         | 2018             |       |
| 70 | Giacomo Losi          | 1    | 11  | 1960-1962         | 1962             |       |
| 70 | Bruno Mora            | 1    | 21  | 1959-1965         | 1962             |       |
| 70 | Bruno Nicolè          | 1    | 8   | 1958-1964         | 1961             |       |
| 70 | Christian Panucci     | 1    | 57  | 1994-2008         | 2003             |       |
| 70 | Angelo Peruzzi        | 1    | 31  | 1995-2006         | 2005             |       |
| 70 | Alfredo Pitto         | 1    | 29  | 1928-1935         | 1935             |       |
| 70 | Giuseppe Rossi        | 1    | 30  | 2008-2014         | 2010             |       |
| 70 | Aristodemo Santamaria | 1    | 11  | 1915-1923         | 1921             |       |
| 70 | Angelo Schiavio       | 1    | 21  | 1925-1934         | 1933             |       |
| 70 | Salvatore Sirigu      | 1    | 28  | 2010-2021         | 2020             |       |
| 70 | Luca Toni             | 1    | 47  | 2004-2009         | 2005             |       |
|    | 96 calciatori         | 889  |     |                   |                  |       |

### Titoli conquistati
Sono sette i calciatori azzurri che hanno vinto un titolo ufficiale della FIFA e/o dell'UEFA indossando la fascia di capitano della Nazionale italiana, tanti quanti sono i trofei ufficiali conquistati dagli Azzurri. Pertanto, nessuno di essi ha mai vinto più di un titolo da capitano della squadra.
Di seguito la lista di tutti i calciatori della Nazionale italiana ad aver conseguito, da capitano, un titolo ufficiale riconosciuto dalla FIFA:
| Capitano           | CM       | CE       | GO       | Totale |
| ------------------ | -------- | -------- | -------- | ------ |
| Fabio Cannavaro    | 1 (2006) | 0        | 0        | 1      |
| Gianpiero Combi    | 1 (1934) | 0        | 0        | 1      |
| Giuseppe Meazza    | 1 (1938) | 0        | 0        | 1      |
| Dino Zoff          | 1 (1982) | 0        | 0        | 1      |
| Giorgio Chiellini  | 0        | 1 (2020) | 0        | 1      |
| Giacinto Facchetti | 0        | 1 (1968) | 0        | 1      |
| Alfredo Foni       | 0        | 0        | 1 (1936) | 1      |